# 群馬県道・長野県道112号大前須坂線

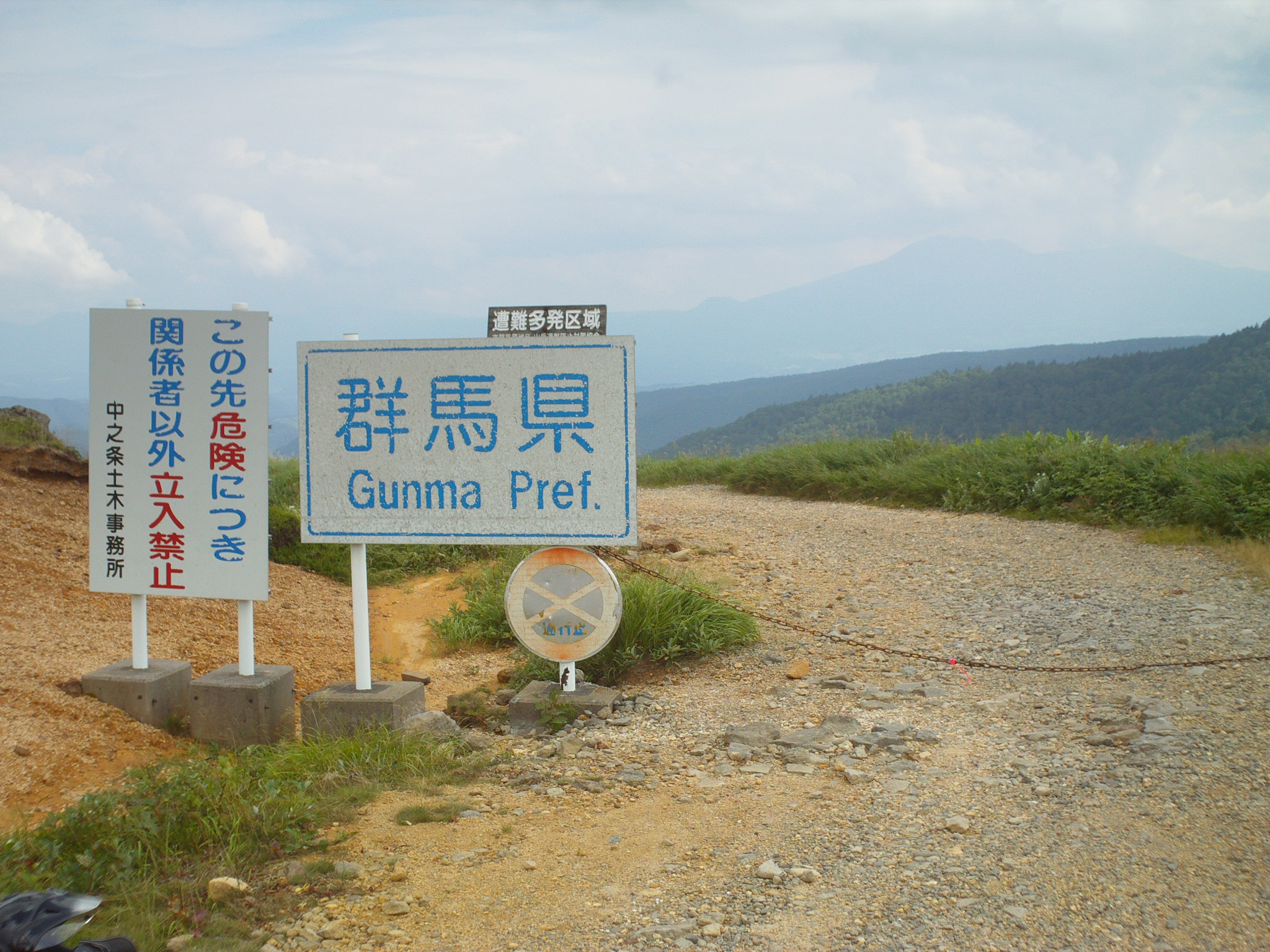
毛無峠の県境。群馬県側は常時通行止めとなっている。

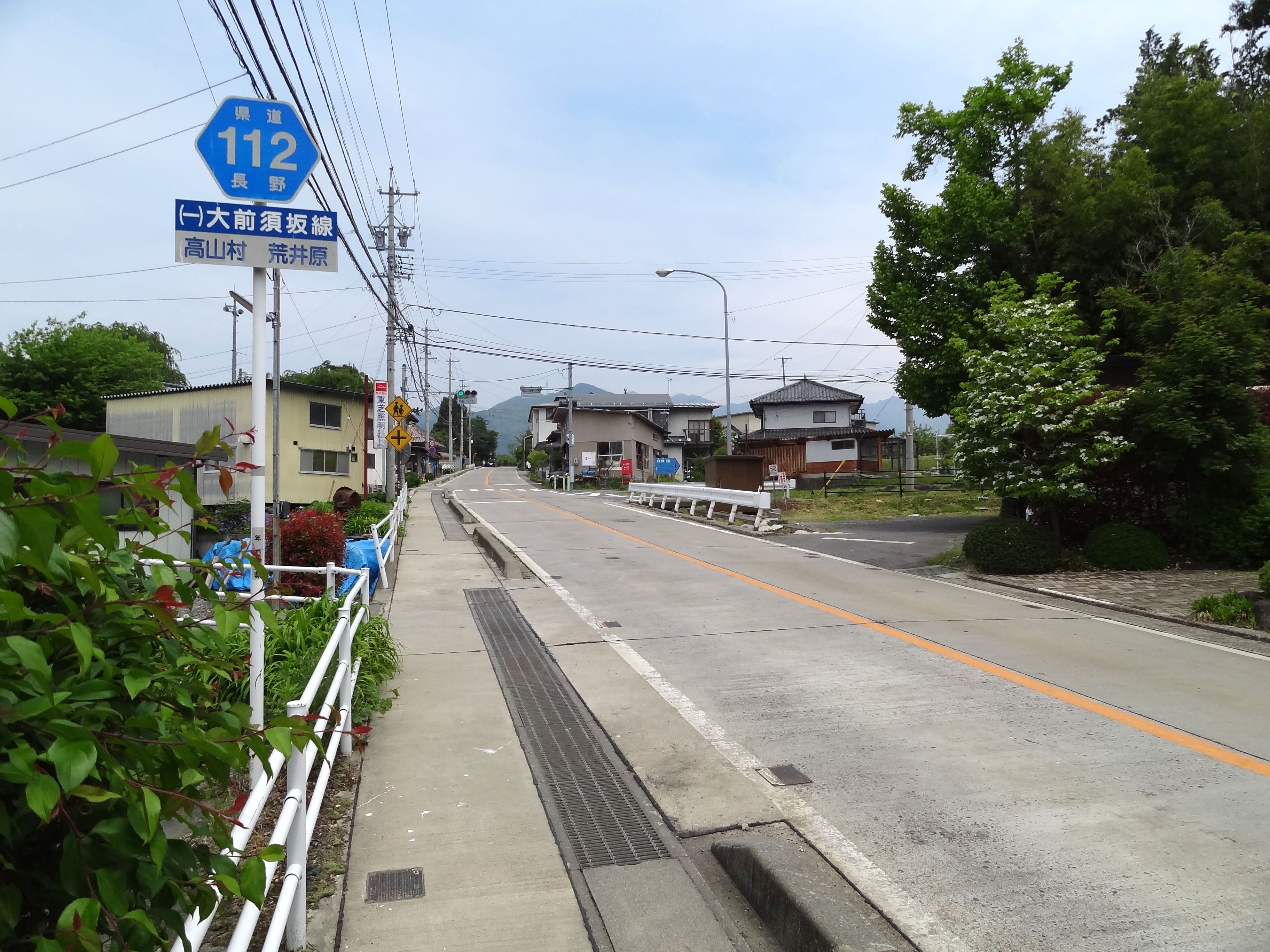
長野県上高井郡高山村大字高井付近

群馬県道・長野県道112号大前須坂線（ぐんまけんどう・ながのけんどう112ごう おおまえすざかせん）は、群馬県吾妻郡嬬恋村と長野県須坂市を結ぶ一般県道である。
現在、嬬恋村干俣 - 毛無峠付近は不通区間となっている。

## 概要

### 路線データ
- 起点：群馬県吾妻郡嬬恋村大前（国道144号交点）
- 終点：長野県須坂市大字須坂（春木町交差点）
- 延長：長野県内26.5 km（実延長22.2 km） / 群馬県内12.2 km

## 歴史
- 1959年（昭和34年）9月18日：群馬県より現・道路法に基づき、前身路線にあたる県道干俣大前線（吾妻郡嬬恋村大字干俣 - 同郡同村大字大前、整理番号133）が路線認定される[1]。

## 路線状況
長野県須坂市から群馬県万座温泉方面に向かう山岳道路は、上信スカイラインまたは万座道路の別称がある。山岳部は交通量が少ない1.5車線程度の舗装林道の様相で、長野県道466号牧干俣線とのY字路交差点から県境の毛無峠に向かって行く。群馬県側は万座川が作る渓谷に阻まれて、嬬恋村干俣地内に不通区間がある。山岳部は冬季閉鎖があり、例年11月中旬から翌年4月下旬にかけて通行することはできない。

### 不通区間(群馬県嬬恋村)
現在は毛無峠から群馬側は通常、通行止めとなっているが、その先の小串鉱山まで閉山以前は通じていた。
また鉱山繁栄期、その先の小串硫黄鉱山 - 嬬恋村千又も人道が造られ、一部の古地図上の点線等によりその軌道を確認する事ができるが、鉱山の閉山後に利用されなくなり、実質廃道となる。
この廃道の軌跡を、個人の有志が現地調査し雑誌、やブログに投稿されている。投稿によると、一部形跡は残っているものの、大半が熊笹に覆われたり、崩落した斜面、渡河を迫られたりするような難所である。

### 冬期通行止区間
- 毛無峠（群馬・長野県境） - 上高井郡高山村牧老ノ倉（長野県道466号牧干俣線交点）：3.7 km
  - 11月中旬 - 翌年5月下旬
- 上高井郡高山村牧老ノ倉（長野県道466号牧干俣線交点） - 上高井郡高山村牧（乙見橋下ゲート）：12.5 km
  - 11月中旬 - 翌年4月下旬

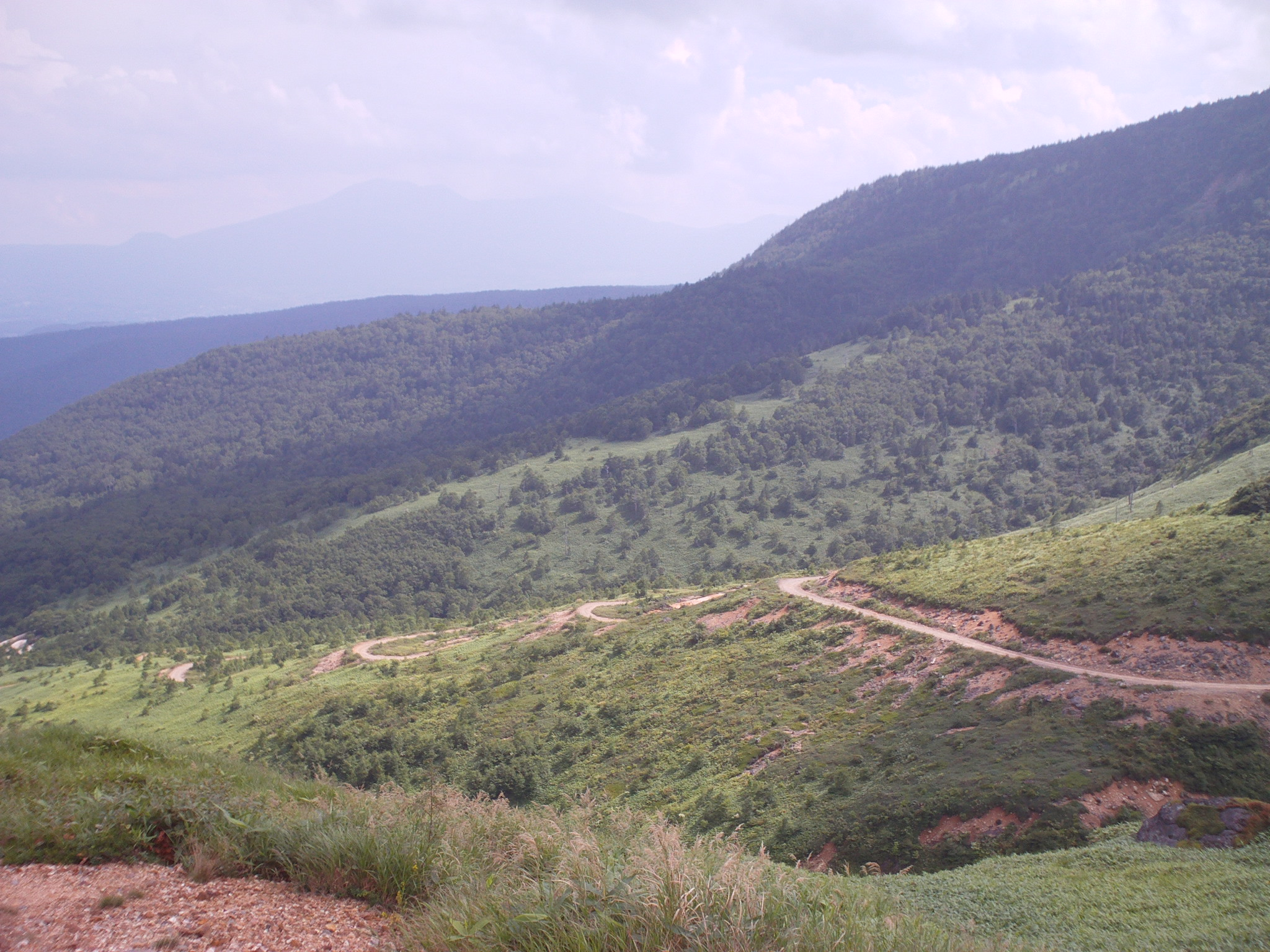
毛無峠、群馬側のつづら折れ
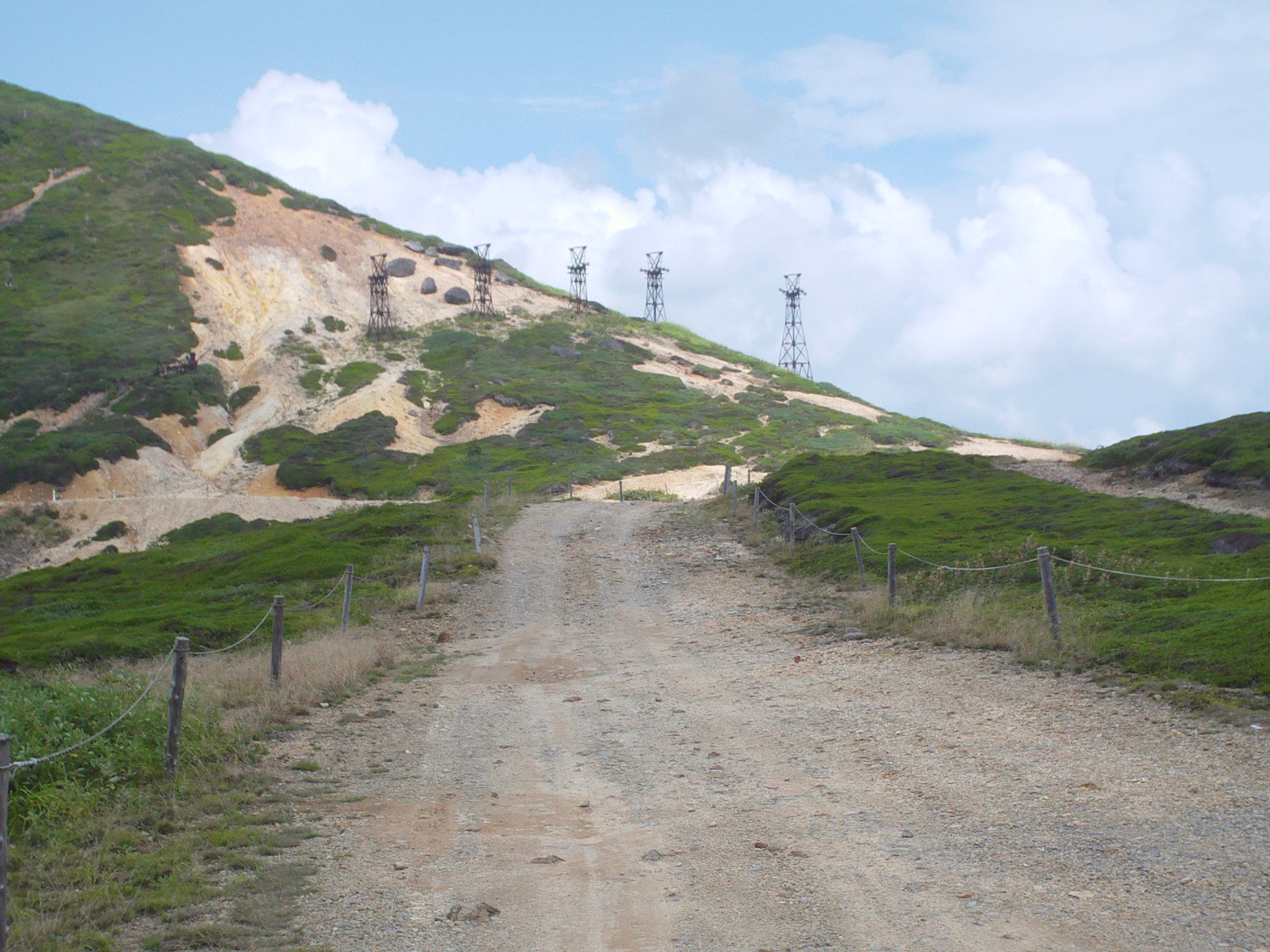
毛無峠、長野側
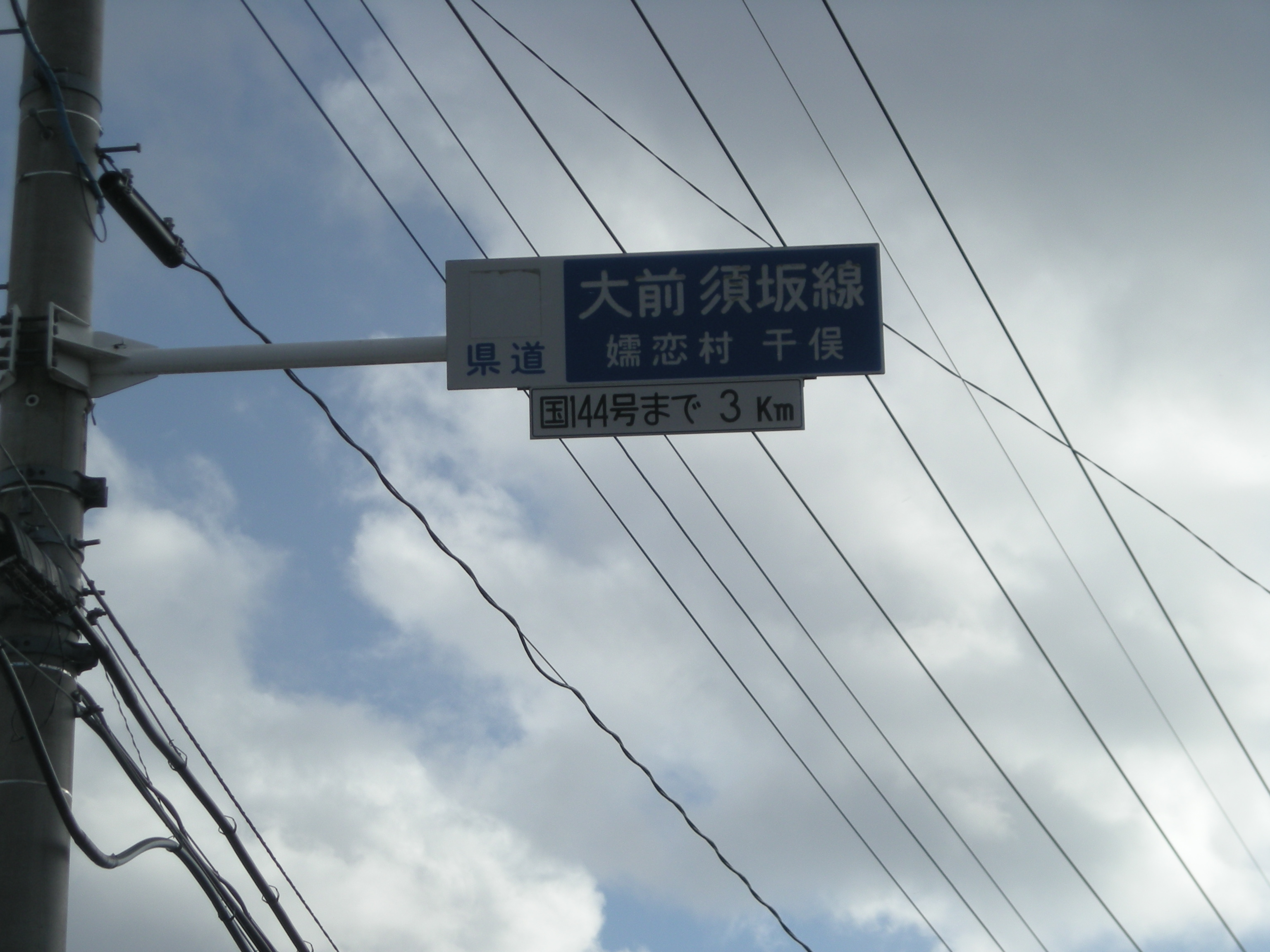
群馬県嬬恋村干俣地区の県道標識

### 重複区間
- 長野県道54号須坂中野線（高山村高井付近 - 春木町南交差点）

### 橋梁
• 乙見橋（高山村牧）
- 全長：4.4 m
- 幅員：7.0 m

柞沢川に架かる橋梁。冬期通行止区間の終点となる。
 • 樋沢橋（高山村牧 - 高井）
- 全長：47.5 m
- 幅員：5.5 m

樋沢川に架かる橋梁。

## 地理

### 通過する自治体
- 群馬県
  - 吾妻郡嬬恋村
- 長野県
  - 上高井郡高山村
  - 須坂市

### 交差する道路
嬬恋村
- 国道144号・国道406号（重複）：大前＝起点

高山村
- 長野県道・群馬県道466号牧干俣線（上信スカイライン）：牧老ノ倉付近
- 長野県道351号山田温泉線：牧付近
- 長野県道54号須坂中野線 - ※重複区間ここから：高井付近

須坂市
- 須高広域農道（北信濃くだもの街道）：本郷交差点（日滝）
- 長野県道54号須坂中野線 - ※重複区間ここまで：春木町南交差点（須坂）
- 長野県道344号須坂停車場線（駅前本通り）：春木町南交差点（須坂）
- 国道403号（谷街道）：春木町交差点（須坂＝終点）